# Бовес
Бовес (итал. Boves) — коммуна в Италии, располагается в регионе Пьемонт, в провинции Кунео.
Население составляет 9850 человек (2008 г.), плотность населения составляет 193 чел./км². Занимает площадь 51 км². Почтовый индекс — 12012. Телефонный код — 0171.
Покровителем коммуны почитается апостол Варфоломей, празднование 24 августа.

## Демография
Динамика населения:

## Города-побратимы
- Кастелло-ди-Годего, Италия
- Могио, Франция

## Администрация коммуны
- Официальный сайт: http://www.comune.boves.cn.it/ Архивная копия от 6 марта 2009 на Wayback Machine